# The Dallas Morning News
The Dallas Morning News, ook wel afgekort als DMN, is een Amerikaanse krant die verschijnt in de Noord-Texaanse stad Dallas en omgeving. Het is de enige grote krant van deze plaats en behoort wat betreft oplage tot de twintig grootste abonneekranten in de Verenigde Staten.
Door de week heeft The Dallas Morning News ruim 400.000 betalende abonnees, op zondag ruim 550.000.
The Dallas Morning News kent een enigszins conservatieve signatuur en heeft achtmaal de Pulitzer-prijs plus een drietal andere journalistieke prijzen gewonnen.